# ヒュー・スコット
ヒュー・ドジェット・スコット・ジュニア（Hugh Doggett Scott Jr., 1900年11月11日 - 1994年9月21日）は、アメリカ合衆国の政治家である。共和党に所属し、ペンシルベニア州選出の連邦下院議員を16年間、連邦上院議員を24年間務め、上院少数党院内総務も歴任した。ウォーターゲート事件においては、共和党の主要な指導者の一人としてその収拾に努めたことで知られている。

## 生涯
ヒュー・D・スコット・ジュニアは、1900年11月11日にバージニア州フレデリックスバーグで生まれた。プリンストン大学で学び、1922年に卒業した。その後、バージニア大学ロースクールに進み、1925年に法学の学位を取得した。
卒業後、ペンシルベニア州フィラデルフィアで弁護士としてのキャリアを開始した。地方検事補を務めるなど、初期から法律と公共サービスへの関心を示している。
1940年、スコットは共和党員としてペンシルベニア州第7選挙区から連邦下院議員に初当選した。下院議員としては1941年から1959年まで16年間在職し、第二次世界大戦後のアメリカの再建期において、外交政策や国内問題に積極的に関与した。
1958年、スコットは連邦上院議員選挙に立候補し当選を果たした。上院議員としては1959年から1987年まで24年間務め、その間、共和党内で影響力を増していった。特に、1969年から1977年まで上院共和党の院内総務を務め、リチャード・ニクソン政権下での重要な立法過程において主導的な役割を担った。
上院院内総務としての在任中、スコットはニクソン大統領の忠実な支持者であったが、ウォーターゲート事件が発生すると、共和党指導者の一人として事態の収拾に尽力した。彼は当初、大統領を擁護する姿勢を見せたものの、事件の進展とともに、大統領の行動に対して懸念を表明するようになり、最終的にはニクソン大統領の辞任を促す側に回った。この決断は、彼が党派的忠誠よりも憲法と法の支配を優先した証とされている。
1976年の選挙には出馬せず、1977年に政界を引退した。引退後は、弁護士としての活動を再開し、様々な公共問題に関与し続けた。
1994年9月21日、93歳で亡くなった。

## 政治的キャリア

### 連邦下院議員時代
スコットは1941年から1959年まで連邦下院議員を務めた。この期間、彼は主に外交委員会に所属し、第二次世界大戦後の国際情勢、特に冷戦の初期段階におけるアメリカの役割について積極的に発言した。彼はまた、国内の経済政策や社会福祉改革にも関心を持ち、ペンシルベニア州の有権者の利益を代表するため尽力した。

### 連邦上院議員時代
1959年に上院議員に就任して以来、スコットは共和党の穏健派として知られるようになった。彼は法務委員会、歳出委員会など、主要な委員会で活動した。特に、公民権運動の盛り上がりの中で、公民権法案の成立に貢献するなど、社会正義の推進にも意欲を示した。
1969年には、上院共和党の院内総務に選出され、共和党のリーダーシップの一翼を担った。この役職を通じて、彼はホワイトハウスと議会の間の橋渡し役を務め、ニクソン政権の政策課題の推進に尽力した。しかし、同時に、彼は議会の独立性と権限を維持することの重要性も認識しており、行政府に対するチェックアンドバランスの役割を果たすことにも努めた。

### ウォーターゲート事件における役割
ウォーターゲート事件は、スコットの政治キャリアにおいて最も注目される出来事の一つである。当初、彼はニクソン大統領の潔白を信じ、メディアや民主党からの批判に対し大統領を擁護した。しかし、事件の調査が進み、大統領の関与を示す証拠が明らかになるにつれて、スコットは態度を変化させていった。
彼は、他の共和党指導者、特にバリー・ゴールドウォーター上院議員やジョン・ローズ上院議員と共に、大統領に辞任を促すための代表団の一員となった。彼らは、ニクソン大統領が弾劾される可能性が高いことを伝え、国家の利益のために辞任することが最善の選択肢であると助言した。この会談が、ニクソン大統領の辞任の直接的な引き金の一つとなったと広く認識されている。スコットのこの行動は、彼が党派的忠誠よりも、国の憲法と民主主義の原則を優先したことの表れとして高く評価されている。

## 評価と影響
ヒュー・D・スコット・ジュニアは、その長きにわたる政治キャリアを通じて、アメリカの政治に大きな影響を与えた。彼は、熟練した立法者であり、特に議会における党派間の協調を重視した人物であった。ウォーターゲート事件における彼の役割は、議会が権力分立の原則の下で、行政府に対する監視機能を果たすことの重要性を示す象徴的な出来事として記憶されている。
彼の政治姿勢は、共和党の穏健派としての特徴を強く持っており、公民権や環境保護といった進歩的な課題にも理解を示した。また、彼は政治における誠実さと公共奉仕の精神を重んじ、その姿勢は後の世代の政治家にも影響を与えた。

## 参考書籍
- Scott, Hugh D. Jr. Come to the Party: An Autobiography. E.P. Dutton, 1976. (自伝)
- Bernstein, Carl, and Bob Woodward. All the President's Men. Simon & Schuster, 1974. (ウォーターゲート事件に関する書籍)
- Dumbrell, John. Richard Nixon: A Divided Legacy. Palgrave Macmillan, 2008. (リチャード・ニクソンに関する書籍)